# تيتان (عائلة صواريخ)

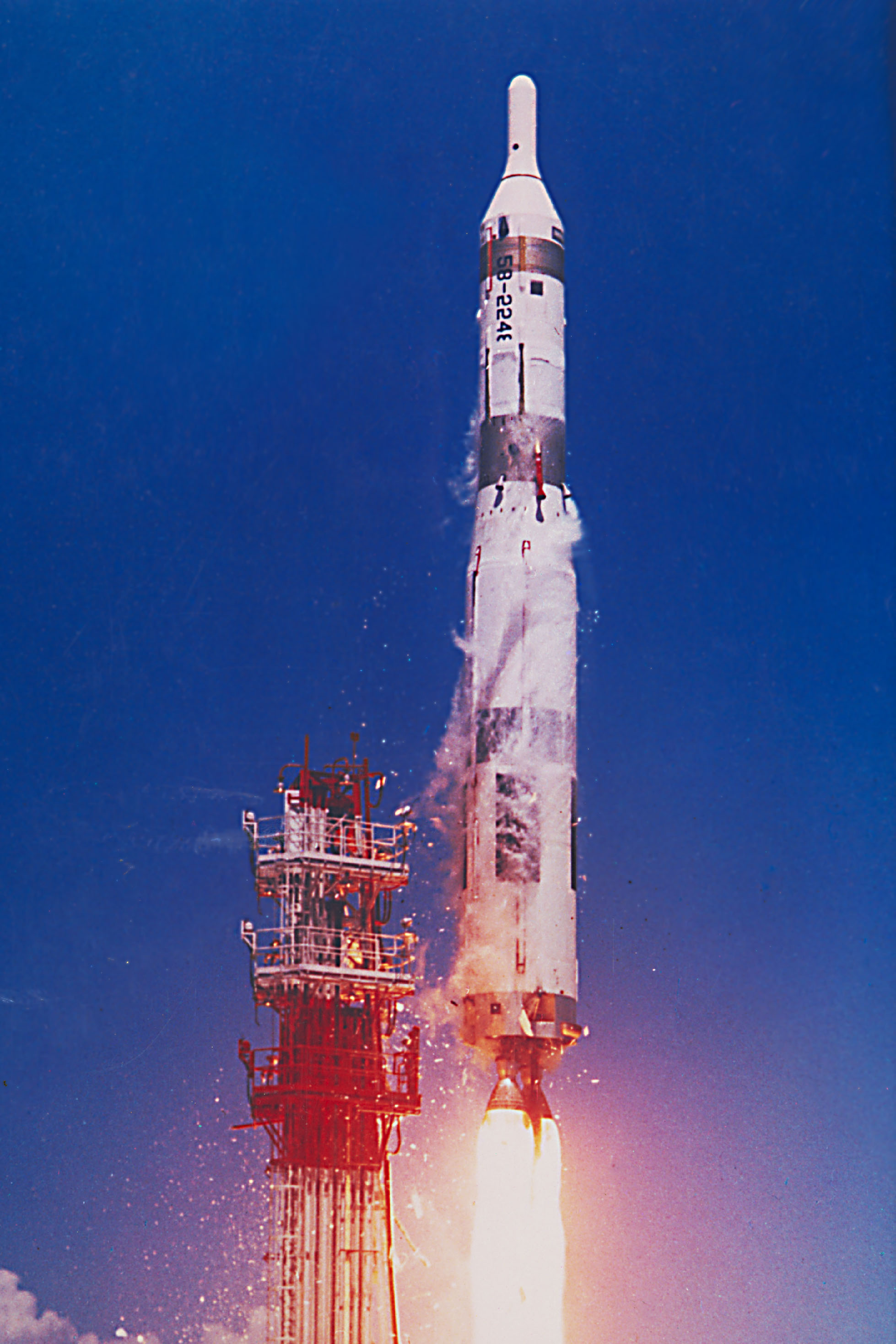
Start einer Titan-I-Interkontinentalrakete

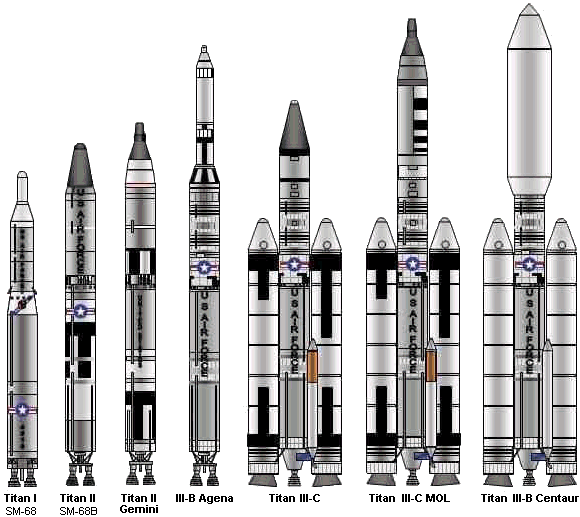
عائلة صواريخ تيتان.

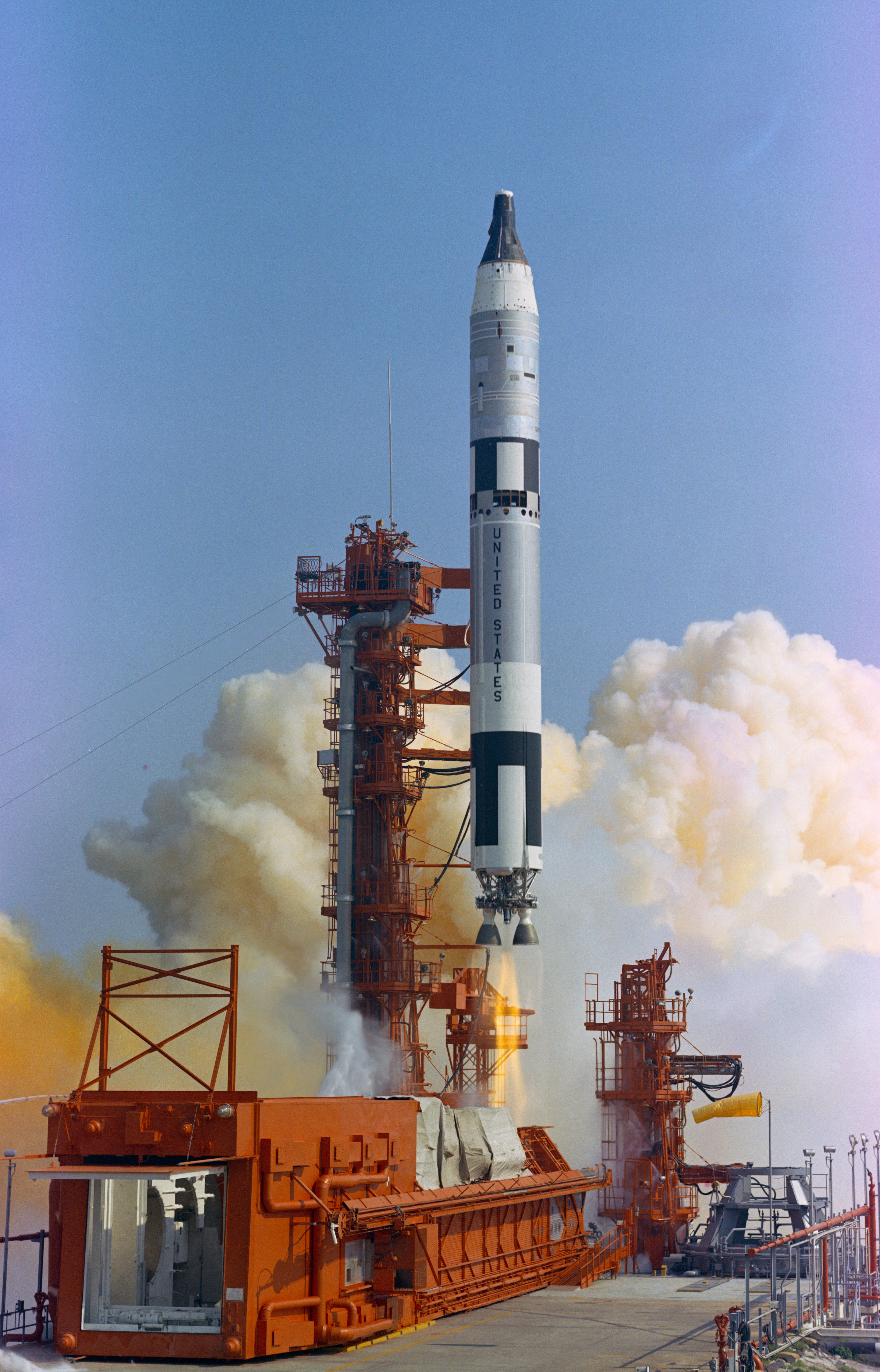
Start einer Titan-II-Rakete mit Gemini-Raumschiff

صاروخ تيتان (بالإنجليزية: Titan Rocket) هو صاروخ عابر للقارات قامت مؤسسة مارتين ماريتا ببنائه للاستخدامات الحربية في الولايات المتحدة الأمريكية، ثم أصبح صاروخًا حاملًا يستخدم كثيرا في الطيران إلى الفضاء. وكان الصاروخ تيتان يعتبر من قبل الحكومة الأمريكية استعاضة عن الصاروخ أطلس الذي كان عابرا للقارات أيضا. وعن طريق إدخال تعديلات عديدة على الصاروخ نشأت عائلة كاملة من صواريخ تيتان منها الصغير والكبير : منها تيتان 1، وتيتان 2، وتيتان 3، وتيتان 4، وهذه نفسها توجد منها عدة أطرزة لمختلف الاستخدامات والحمولات.

## تيتان I وII وتيتيان II جيميني
بدأ تثميم تيتان 1 عام 1955. ونظرا لكونها لم تكن بالكفاءة اللازمة وبطء إعدادها للإقلاع فلم يقع عليها الاختيار لتكون سلاحا رادعا. ولذلك أثناء اختبار تيتان 1 بدأ تصميم تيتان 2 وهو يعمل بمخلوط وقود من ثالث أكسيد النيتروجين وإيروزين 50 ويمكن إطلاقه من بئر أو صومعة.
اعتمدت الولايات المتحدة على تيتان 2 بين عامي 1963 إلى 1987 كأسطول صواريخ رادعة عابرة للقارات. زودت تلك الصواريخ الكبيرة برؤوس قنابل ذرية من الأنواع Mk-6/B53 / W53 (قوتها 9 ميجا طن) تستطيع تدمير أشد الحصون التي بناها الاتحاد السوفيتي لحماية صواريخه. وفي السبعينيات من القرن الماضي كانت 54 من تلك الصواريخ موزعة على قواعد القيادة الاستراتيجية في قاعدة ديفيز موثان للقوات الجوية في أريزونا وكانساس واركانساس (بقي منها 37 صاروخ بعد 1983).
بجانب الجيش اهتمت ناسا بهذا الصاروخ واختارت بتاريخ نوفمبر 1965 (أثناء تطوير الصاروخ) الصاروخ تيتان 2 ليحمل مركبة الفضاء جيميني ذات المقعدين حيث لم يوجد خلال تلك الفترة أي صاروخ آخر يستطيع حمل 6و3 طن. كما استخدم تيتان 2 كصاروخ حامل لتوصيل عدة أقمار صناعية حربية إلى مدارات حول الأرض. وكان آخر صاروخ من نوع تيتان 2 (من تصنيف 23G) يقلع في تاريخ 2003 وكان يحمل قمرا صناعيا حربيا للطقس.

## تيتان III

### تيتان III A وIIIB و34B
في عام 1962 تقرر تطوير تيتان 2 للاستخدام في القوات الجوية للولايات المتحدة كصاروخ حامل بحيث يكون مزودا بمرحلة ثالثة.ولكن هذا الصاروخ تيتان IIIA لم يصل يتعدى مرحلة الاختبار وإنما وقع الاختيار على Titan IIIB الذي كان يحمل Agena-D كمرحلة عليا.

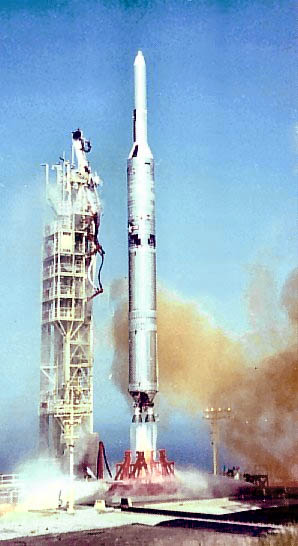
Titan-IIIB-Agena-D

استخدم كثيرا لإطلاق الأقمار الصناعية للتجسس. وفي أواسط السبعينيات من القرن الماضي أدخلت تحسينات على تيتان 3 وزاد طول مرحليه بحيث يمكن تزويده بكمية أكبر من الوقود وأصبح Titan 34B ذو مرحلة عليا من نوع أجنا.

### تيتان IIIC وIIID
أنت المرحلة التالية في تطوير تيتان خاصة بتصميم Titan IIIC الذي زوذ بصاروخين تحفيز الإطلاق مثبتين على جانبي المرحلة الأولى وأصبح في استطاعتها حمل حمولة فوق 12 طن وتوصيلها إلى مدار حول الأرض. ولم يجري الإطاق بإشعال الصاروخ والصاروخي التحفيز كما هو الحال للصواريخ الأخرى ولكن كان يتم اشعال محرك الصاروخ الرئيسي بعد قرب انتهاء وقود صوروخي التحفيز.
بدأ تصنيع الصاروخ تيتان 3 سي ابتداء من عام 1965، واستخدمت لتوصيل أقمارا صناعية مباشرة إلى مدارات متزامنة حول الأرض. ثم تبع تيتان 3 دي بعد تيتان 3 سي في إطلاق الأقمار الصناعية للتجسس إلى مدارات منخفضة حول الأرض.

### تيتان IIIE/سنتاور

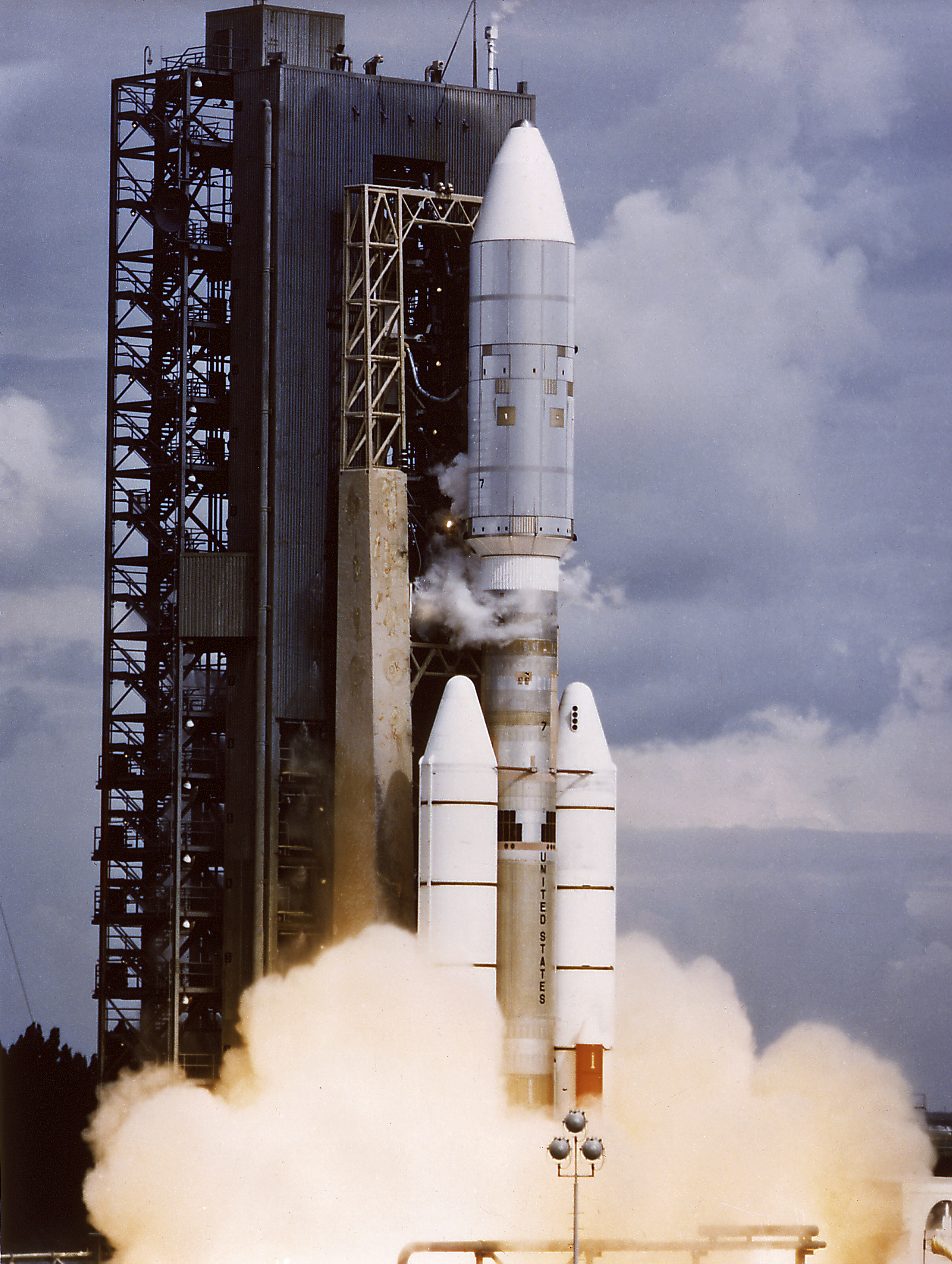
Titan IIIE Centaur ويحمل Voyager

طوّر الصاروخ Titan IIIE لأغراض ناسا حيث كانت ناسا تستخدم طرازا معدلا من سنتاور المستخدم في أطلس/سنتاور كمرحلة عليا. وكان سنتاور يكون جزءا من الغلاف الضخم الذي يحمي الحمولة. وكانت المرحلة العليا سنتاور تستغل بمخلوط وقود أكثر قدرة بحيث تفوق حمولته إلى مدار حول الأرض حمولة Titan IIIC.
استخدمت ناسا تيتان 3 دي في السنوات 1974 - 1977 لإطلاق مسبارات الفضاء هيليوس و فيكينج و فواياجر 1 و فواياجر 2 . وكانت تستطيع إرسال حمولة قدرها 15 طن إلي مدار منخفض أو 4و3 طن إلى مدار متزامن أو 5و1 طن بسرعة انفلات من الأرض لتوصل المسبار إلى المشتري.

## تيتان 4

### تيتان 4 أ

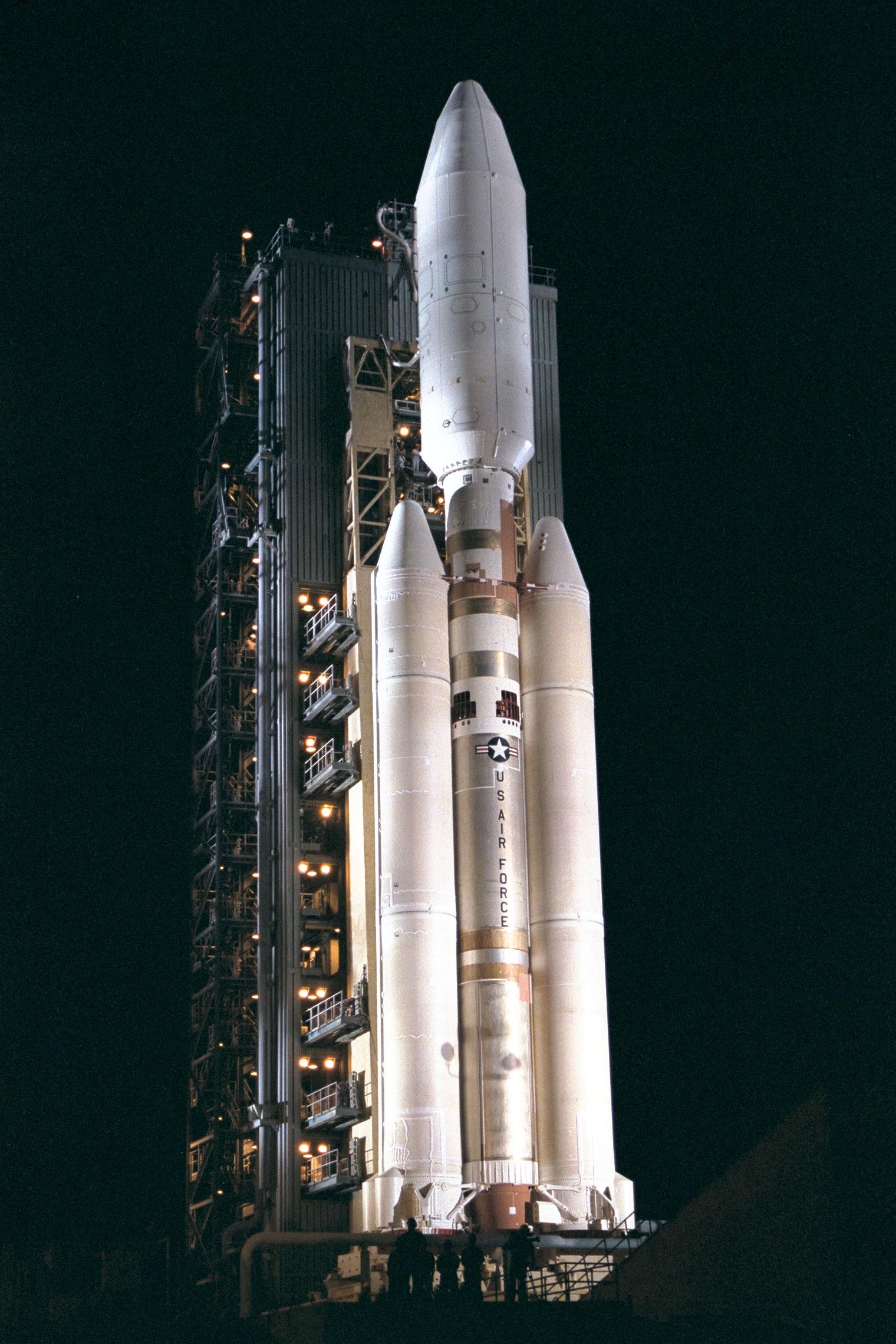
ثاني صاروخ تيتان 4 ب تحمل المسبار كاسيني-هايجنز على منصة الإقلاع.

ورغم بدء برنامج مكوك الفضاء فلم ينتهي استخدام صواريخ تيتان وادخال تعديلات عليها. وبسبب تاخر تأخير إطلاق مكوك افضاء وخصوصا بعد حادث تشالنجر فقد بدأت ناسا في تصميم تيتان 4، وفي 14 يونيو 1989 أقلع الصاروخ الجديد في رحلته الأولى. وكان أكبر وأثقل من تيتان 3 وتيتان 34 دي واستطاع توصيل حمولة قدرها 18 طن إلى مدار منخفض حول الأرض. وكانت على قمته مرحلة سنتاور المعدلة تمكّن تيتان 4 لتوصيل حمولة 5و4 طن إلى مدار متزامن.

### تيتان 4 ب
شكلت آخر مرحلة من مراحل تطوير تيتان تصميم تيتان 4 ب. وهو مصمم لحمل أكبر الحمولات ثقلا، ويتميز عن تيتان 4 أ بدفع أكبر وصواريخ تحفيز حديثة تعمل بالوقود الصلب وذات نفاثات يمكن تحريكها لضبط التوجيه - حيث كانت صواريخ تحفيز تيتان 3 سي وتيتان 4 أ ثابتة لا تساعد على التوجيه. بذك أصبح في قدرتها حمل 21 طن وتوصيله إلى مدار قريب أو 5و5 طن إلى مدار متزامن. وكانت أول طلعة للصاروخ تيتان 4 ب في 23 فبراير 1997. وفي الطلعة الثانية التي استخدمت مرحلة سنتاور كمرحلة عليا أوصل تيتان 4 ب مسبار كاسيني-هايجنز إلى مسار إلى زحل. وكانت تلك الطلعة هي الوحيدة التي يستخدم فيها تيتان 4 لتوصل حمولة ليست عسكرية.

## نهاية برنامج تيتان
كان آخر إقلاع لصاروخ تيتان 4 ب من قاعدة كيب كانافيرال للقوات الجوية بتاريخ 30 أبريل 2005. وكان آخر إطلاق لصاروخ تيتان 4 وبالتالي نهاية برنامج صواريخ تيتان في 19 أكتوبر 2005 من قاعدة فاندنبرج للقوات الجوية.
توقف البرنامج بسبب التكلفة العالية لصواريخ تيتان وتقرر الاعتماد على صواريخ أقل تكلفة تستطيع القيام بنفس المهام وهي دلتا 4 الثقيل وأطلس 5. (كان عرض إطلاق مسبار كاسيني-هيغينز 433 مليون دولار أمريكي للإقلاع وحده ولكن الإقلاع الفعلي تعدى ذلك كثيرا).

## اقرأ أيضا
- أنجارا (صاروخ)
- سويوز
- إنرجيا (صاروخ)
- أطلس 5
- ساتورن 5
- أريان 5
- دلتا 4
- لاكروس (قمر صناعي)